# BV 09 Hamm
BV 09 Hamm is een Duitse voetbalclub uit Hamm, Noordrijn-Westfalen.
De club werd opgericht in 1909. Hamm sloot zich aan bij de West-Duitse voetbalbond en promoveerde in 1928 naar de hoogste klasse van de Westfaalse competitie en werd daar schandelijk laatste met slechts één punt uit veertien wedstrijden. De club speelt tegenwoordig in de laagste reeksen.